# Четырнадцать цветов радуги
«Четырнадцать цветов радуги» — фильм 2000 года режиссёра Дмитрия Светозарова. Подзаголовок — «Русская сказка».

## Сюжет
Уголовник, сбежавший из мест лишения свободы, отправляется на поиски «клада» вместе с обнищавшим интеллигентом, — которого спас от самоубийства, и несостоявшейся актрисой, занимающейся проституцией. Поиски сокровища на острове, где живут браконьеры и старообрядцы, сопровождаются чередой случайных и намеренных убийств; до финала доживает только один из трех протагонистов.

## В ролях
- Светлана Смирнова — Алиса
- Сергей Бехтерев — Самолётов
- Игорь Лифанов — «Фарт»
- Анатолий Рудаков — Пахом
- Дмитрий Лепихин — Санёк
- Александр Завьялов — Иваныч
- Евгений Меркурьев — отшельник
- Владимир Маслаков — студент
- Игорь Шибанов — разводчик моста

## Оценки
Фильм получил специальный приз на МКФ в Каире с формулировкой «За выдающийся художественный вклад». Светлана Смирнова получила приз «За лучшую женскую роль» (за роль проститутки Алисы) на фестивале Кинотавр 2000 года.

Киновед Олег Ковалов отмечает, что несмотря на серьёзную награду, положительные отзывы о фильме были редки, критики встретили фильм преимущественно с раздражением. Ковалов называет фильм «снятым мастерски и „всерьёз“», «на грани социального гротеска», редким примером отечественного «авантюрного фильма», где 
«жанровые каноны сплавлены с традиционными мотивами отечественной культуры».
 По его мнению, холодный приём ленты объясняется в частности тем, что её стиль и сюжет конфликтовал с принятым в России начала 2000-х культом удачи и успеха любой ценой, тогда как в фильме Светозарова герои расплачиваются за свои преступления.
Благожелательно оценивал фильм Юрий Гладильщиков, написав, что «густая концентрация „чернухи“» обретает в фильме новое эстетическое качество.